# Maison Vernius

Double Hélice cuivre et pourpre de la Maison Vernius.

La Maison Vernius est une des Grandes Maisons du Landsraad, découvertes dans les séries précédant Dune écrites par Brian Herbert et Kevin J. Anderson.
Les comtes de Vernius sont installés sur la planète Ix. Ils sont les alliés de la Maison Atréides et les rivaux de la Maison Richèse.
Leur symbole est la double hélice de cuivre et pourpre.

## Histoire
C’est après la disgrâce de la Maison Richèse qui perd le fief d’Arrakis, que la Maison Vernius commence à s’imposer comme dominante sur le plan technologique, en fournissant de nombreux objets à tout l’empire.
Les comtes Vernius, notamment Dominic, sont également remarqués pour leurs prouesses au combat contre les ennemis de la Maison Corrino. C’est ainsi que la concubine Shando, favorite de l’empereur Elrood IX demande sa permission de quitter Kaitan. L’empereur accepte, mais découvrant que Shando a rejoint le Comte Dominic Vernius, il devient jaloux et entretient une haine personnelle envers le comte.
La Maison Vernius possède une grande force économique grâce à Ix, sa planète capitale, mais ce fut aussi la cause de sa perte. En effet, le Bene Tleilax devant, dans le cadre du projet Amal de synthétiser l’épice, ils s’emparèrent d’Ix pour prendre le contrôle de sa technologie et des polygones industriels. Les membres de la maison durent se disperser et se déclarer renégats. Shando fut abattue par des Sardaukars sur une planète reculée. Le Comte Dominic devenu renégat lança des actions contre l’empereur depuis ses bases secrètes de Salusa Secundus et du désert d’Arrakis. Parmi les hommes l’accompagnant dans son combat on trouve Gurney Halleck. Ce dernier échappa au sort de ses compagnons et de leur chef Dominic en retrouvant les enfants Vernius. Kailea et Rhombur étant sous la protection la Maison Atréides et de son Duc Leto.

## Capitale
La capitale de la Maison Vernius est sur la planète Ix, dans la ville de Vernii, vaste complexe aménagé au plafond d’une grotte au fond de laquelle sont bâtis les long-courriers de la Guilde spatiale.